# 趙俁
趙 俁（ちょう ぐ、元豊6年（1083年）- 天会5年4月16日（1127年6月4日））は、北宋の神宗の十二男。哲宗の異母弟で、母は美人林氏（後の貴妃）。

## 経歴
元豊6年（1083年）9月に生まれ、元豊7年（1084年）8月に成国公に封ぜられた。元豊8年（1085年）4月、兄の哲宗により咸寧郡王に封ぜられた。紹聖5年（1098年）3月、莘王に進封された。
元符3年（1100年）に哲宗が崩じた際、嗣子がなかった。皇太后向氏が不恭を口実に、趙俁の後継に反対した。同年3月、帝位を継いだ兄の徽宗により衛王に再進封された。
大観2年（1108年）1月、燕王に進封された。靖康の変後、金に連行された。金の天会5年4月16日（1127年6月4日）、餓死した。遺体は馬槽に納められて火葬に付された。

## 家族
- 正室：郭氏
- 側室：王柳姑、葉三娘[2]
- 男子：趙有章、趙有亮
- 女子：趙巧蓀、趙飛燕[3]

みな金に連行された。

## 伝記資料
- 『宋史』
- 『宋会要輯稿』
- 『曾公遺録』